# Stormbreaker: The Saga of Beta Ray Bill
A Stormbreaker: The Saga of Beta Ray Bill egy, a Marvel Comics kiadásában megjelent hatrészes mini-képregénysorozat volt, mely 2005-ben jelent meg az Egyesült Államokban. A képregény írója Michael Avon Oeming és Daniel Berman, rajzolója Andrea Di Vito. A minisorozat főszereplője Beta Ray Bill. A történet eseményei közvetlenűl a Thor második sorozatának 85., a Ragnarok című történet és a sorozat befejező része után játszódik.

## A cselekmény
|  | Alább a cselekmény részletei következnek! |

Évekkel később miután Beta Ray Bill új hazát talált népének, a korbiniteknek, azok felfedezték, hogy új otthonukat ismét veszély fenyegeti. Ahogyan ősi jóslatuk megjövendölte, Ashta, egy bukott istenük a bolygó felé közeledett, hogy elpusztítsa azt. Kihasználva a fennmaradó időt a papság továbbfejlesztette azt a technológiát amivel egykor Beta Ray Bill mesterséges testébe lelket ültettek, elkezdte a lakosság lelkét áthelyezni egy meta-gömbbe. A népesség nyolcvan százalékát sikerült így átmentetni a gömbbe, amit Bill régi, önálló tudattal rendelkező űrhajójára, Palackra bíztak. A népesség fennmaradó része pedig megpróbált azzal időt nyerni, hogy szembeszálltak a támadó Ashtával.
Beta Ray Bill ezalatt Azgard istenei oldalán harcol végső küzdelmük, a Ragnarok során. A harc hevében Thor elküldi barátját a reménytelen csatából, és figyelmezteti, hogy népének szüksége van rá. Bill vonakodva, de otthagyja azgardi barátait. Mikor a korbinitek bolygójához ér az Ashta ellen felsorakozott flotta nagy része már megsemmisült. A papság tanácsára a harc idejére újra életre keltették Beta Ray Bill prototípusát, Alpha Rayt, aki viszont Billel ellentétben lélek nélküli gép. Bill rátámad Ashtára és rájön, hogy az valójában nem népének bukott istene, hanem a bolygófaló Galactus, akit minden faj más alakban lát. Bill ismét támadni készül, de ekkor Alpha Ray nekiront, hűen a papok utasítása szerint, akik úgy vélik Beta Ray Bill elfordult népétől és idegen isteneket (az azgardiakat) imád.

## Külső hivatkozások
- Stormbreaker: The Saga of Beta Ray Bill #1 a Marvel.com oldalain
- Stormbreaker: The Saga of Beta Ray Bill #2 a Marvel.com oldalain
- Stormbreaker: The Saga of Beta Ray Bill #3 a Marvel.com oldalain
- Stormbreaker: The Saga of Beta Ray Bill #4 a Marvel.com oldalain
- Stormbreaker: The Saga of Beta Ray Bill #5 a Marvel.com oldalain
- Stormbreaker: The Saga of Beta Ray Bill #6 a Marvel.com oldalain

## Megjelenése újranyomtatva
Stormbreaker: The Saga of Beta Ray Bill (TPB) – ISBN 0-7851-1720-2